# Streetsia mindanaonis
Streetsia mindanaonis är en kräftdjursart som först beskrevs av Stebbing 1888.  Streetsia mindanaonis ingår i släktet Streetsia och familjen Oxycephalidae. Inga underarter finns listade i Catalogue of Life.